# Sauk-Dere
Sauk-Dere (en ruso: Саук-Дере; entre 1970 y 2010: Saukdere - Саукдере) es un posiólok del raión de Krymsk del krai de Krasnodar, en Rusia. Está situado en las vertientes septentrionales del extremo de poniente del Cáucaso Occidental, 9 km al nordeste de Krymsk y 91 km al oeste de Krasnodar. Tenía 1 981 habitantes en 2010
Pertenece al municipio Moldavanskoye.

## Economía
Bodegas vinícolas Sauk-Dere.